# Sagar Ratna
Sagar Ratna – самопідіймальна бурова установка із флоту індійської компанії Oil and Natural Gas Corporation (ONGC).

## Загальна інформація
Судно спорудили в 1985 році на японській верфі Hitachi Shipbuilding Saikai у Осаці. За своїм архітектурно-конструктивним типом воно відноситься до самопідіймальних (jack-up) та належить до типу K-1045C. «Sagar Ratna» може вести буріння при глибинах моря до 91 метра та споруджувати свердловини довжиною 6,1 км. Судно обладнане кантилевером — виносною консоллю для бурового обладнання, яка дозволяє провадити роботи над існуючими нафтовими платформами.

## Аварія на платформі B-119/121
З 16 лютого 1999 року «Sagar Ratna» працювала на платформі B-119/121 (західний шельф Індії, за три з половиною десятки кілометрів на південний захід від родовища Мумбай-Хай), де провадила ремонт газової свердловини, в якій виявили несправність внутрішньосвердловинних клапанів та аномально високий тиск. 10 березня помітили різке зростання тиску у іншій свердловині тієї ж платформи, яку почали глушити закачуванням морської води, втім, за кілька годин стався стрибок тиску у третій свердловині, що вранці 11 березня переріс у неконтрольований викид газу. Всі 85 осіб, що перебували на буровій установці та платформі, були терміново евакуйовані.
Дещо більш ніж за добу після початку викиду відбулось займання газу, при цьому заздалегідь зібрані до місця аварії пожежні судна намагались втримати поширення пожежі, для чого виливали 18 тисяч м3 води на годину. «Sagar Ratna» не отримала суттєвих пошкоджень і 20 березня установку вдалось відбуксирувати на безпечну відстань, після чого її відправили на ремонт електричних систем.   
Із Сінгапуру викликали судно сейсмічної розвідки, яке мало допомогти визначити місце спорудження розвантажувальної свердловини. У підсумку знадобилось спорудити дві розвантажувальні свердловини, що допомогло 6 червня нарешті загасити пожежу.

## Інша інформація
Відомо, що у 2016-му «Sagar Ratna» спорудила в басейні Крішна-Годаварі біля узбережжя штату Андхра-Прадеш розвідувальну свердловину довжиною понад 4 км.